# Ciosy

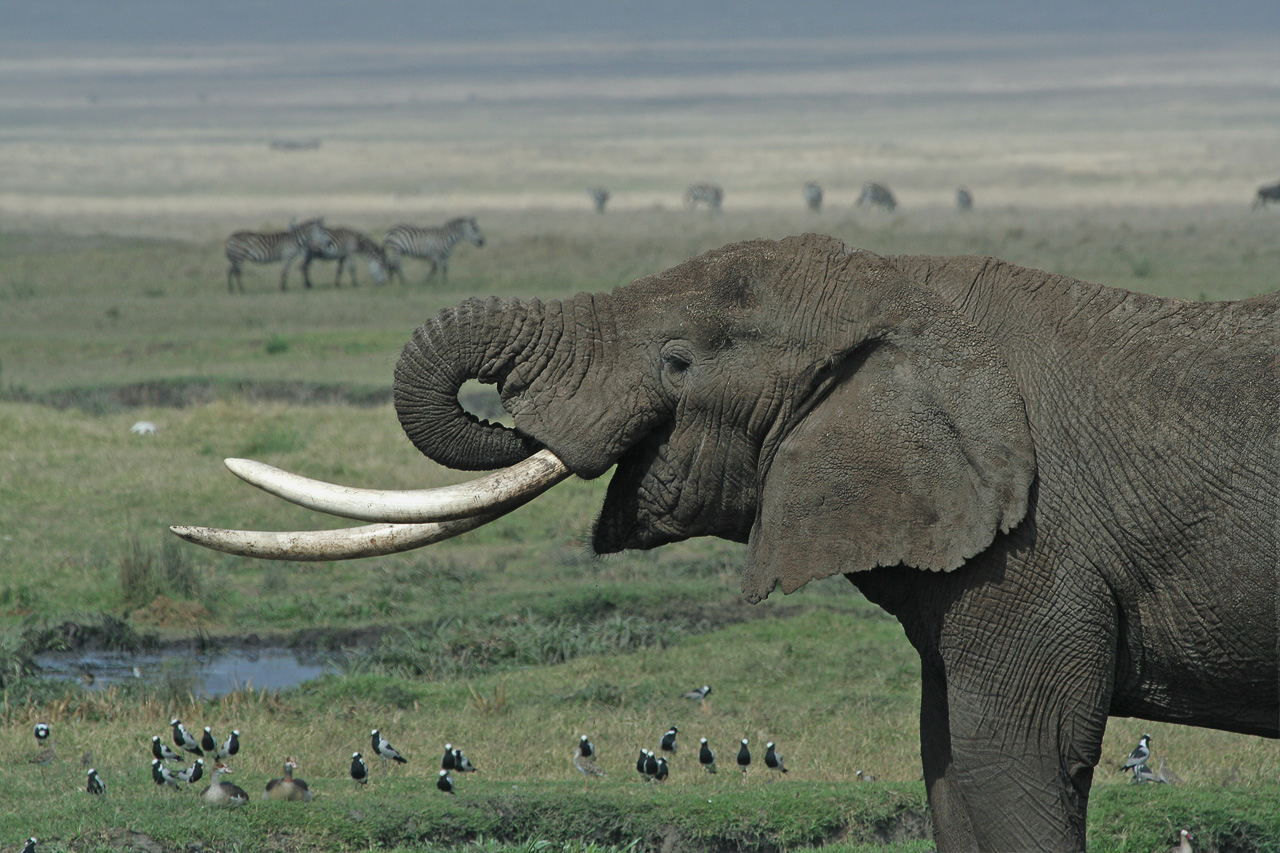
Ciosy słonia afrykańskiego

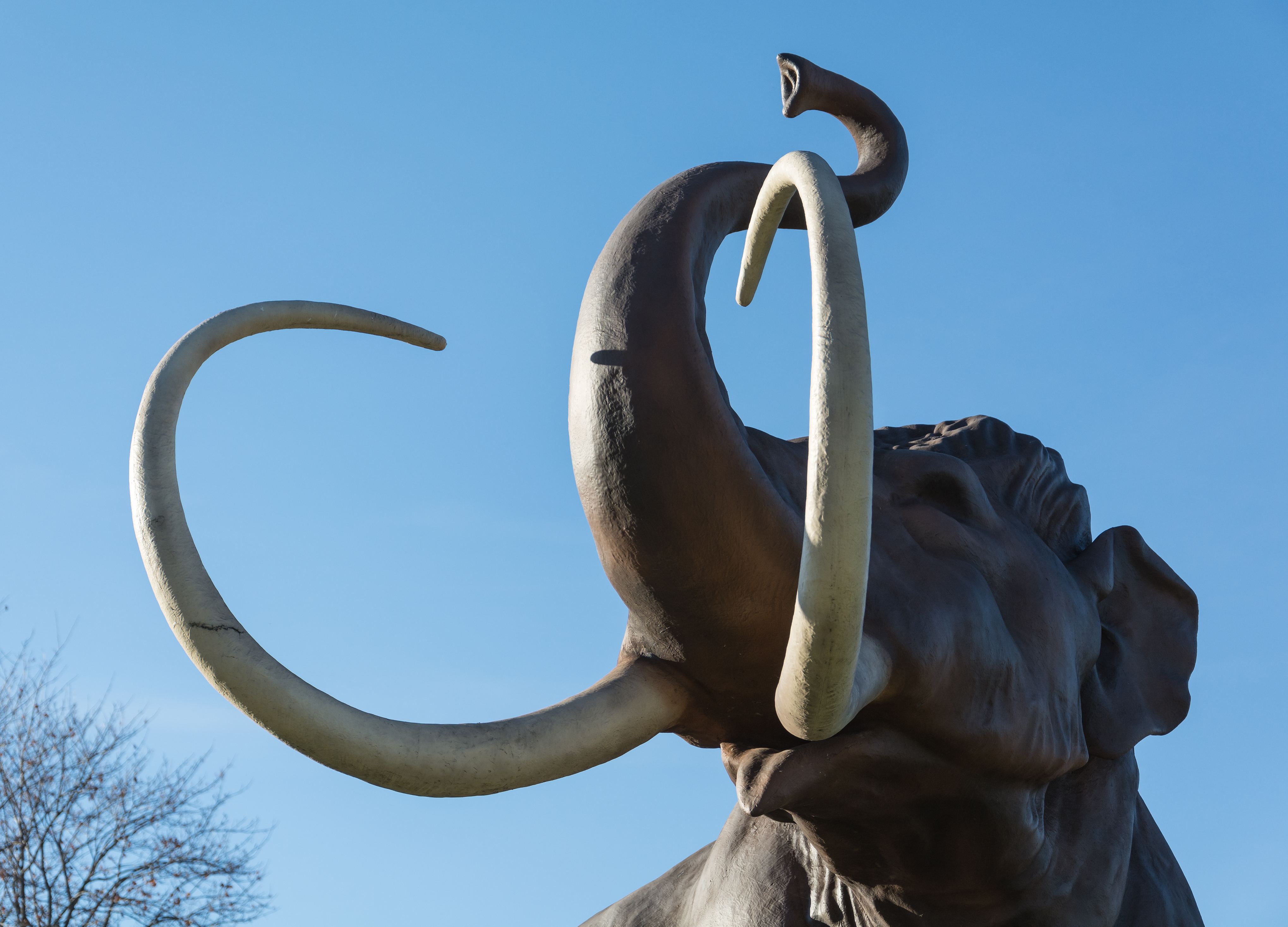
Ciosy mamuta

Ciosy (niewłaściwie kły) – przekształcone górne siekacze niektórych trąbowców (Eritherium azzouzorum nie miał ciosów). Rosną przez całe życie. Są wykorzystywane jako surowiec zwierzęcy: kość słoniowa.